# Терентьев, Борис Андреевич
Борис Андреевич Терентьев (1903—1972) — советский актёр, заслуженный артист РСФСР (1947).

## Биография
Борис Андреевич Терентьев родился 12 марта 1903 года в Петергофе.
В 1922 окончил драматическую студию Р. Б. Аполлонского в Ленинграде. В 1921 — 1923 гг. — артист Ленинградского Нового театра, в 1923—1926 гг. — Псковского городского театра имени А. С. Пушкина. В 1926 — 1934 гг. - работал в городских театрах Владикавказа, Новочеркасска, Омска, Новосибирска, Сталинграда. В 1934—1935 гг. и 1936—1938 гг. — артист Ивановского областного театра, в 1935—1936 гг. — Саратовского краевого театра имени Карла Маркса. В 1938 — 1950 гг. — артист Московского Камерного театра, в 1950 — 1956 гг. — Московского драматического театра имени А. С. Пушкина. Затем работал в Московском гастрольном театре Комедии.
Заслуженный артист РСФСР (1947) год.
Ушёл из жизни 14 августа 1972 года. Урна с прахом захоронена в колумбарии Введенского кладбища.

## Творчество

### Роли в театре
- «Золото» А. А. Филимонова и В. В. Дистлера — Степан Потанин
- «Чайка» А. П. Чехова — Тригорин

### Фильмография
- 1940 — Будни — Николай Славин (главная роль)
- 1940 — Закон жизни — Иван Данилович
- 1940 — Приятели — Корзун-старший
- 1945 — Слон и верёвочка — офицер
- 1947 — Мальчик с окраины
- 1947 — Поезд идёт на восток — пассажир в вагоне-ресторане
- 1947 — Сельская учительница
- 1954 — Анна на шее
- 1954 — Чемпион мира — Павел Тимофеевич
- 1955 — Зелёные огни — Якушев
- 1955 — На бойком месте — хозяин Вукол Ермолаевич Бессудный
- 1956 — История одного выигрыша — доктор Петров
- 1956 — Урок истории — подпольщик
- 1957 — Четверо — Кирилл Анатольевич Саранцев
- 1958 — Хождение за три моря — отец Афанасия Никитина
- 1959 — Василий Суриков — Шишкин
- 1960 — Ровесник века — председатель ВСНХ

### Озвучивание
- 1953 — Волшебная птица